# چراغ، شابران
چراغ (به ترکی آذربایجانی: Çaraq) یک منطقهٔ مسکونی در جمهوری آذربایجان است که در شهرستان شابران واقع شده‌است. چراغ ۲۱۹ نفر جمعیت دارد.